# Světlahorský rajón
Svetlahorský rajón (bělorusky Светлагорскі раён, ukrajinsky Свєтлогорський район, rusky Светлогорский район) je územně-správní jednotkou na severu Homelské oblasti v Bělorusku. Administrativním centrem rajónu je město Svetlahorsk (bělorusky Светлагорск, rusky Светлогорск).

## Geografie
Rajón se rozkládá se na severu Homelské oblasti, v severní části Centralnabjarezinské roviny. Oblast má rozlohu 1 899.91 km². Hraničí s Žlobinským, Rečyckým, Kalinkavickým, Akcjabrským rajónem v Homelské oblasti a s Babrujským rajónem v Mohylevské oblasti.
Klima je mírně kontinentální. Hlavními řekami jsou Berezina a její přítoky Ola, Sved a Žerďanka a také Ipa — přítok řeky Pripjať. V rajónu se nachází Sosnovoborská nádrž. K dispozici jsou ložiska ropy, rašeliny, hlíny, stavebního písku, kamenné soli (Davydaŭské naleziště).

## Historie
Podle soupisu z roku 1639 známý jako Paryčský dvůr — oblast, která v sobě zahrnovala velkou část současného Svetlahorského rajón, krom obce Šacilavičy (nyní Svetlahorsk). Centrem Paryčského dvoru byla vesnice Paryčy, která je dnes sídlem městského typu. Paryčský dvůr byl součástí Babrujského starostva, který byl začleněn do Rečyckého povetu Minského vojvodství Litevského velkoknížectví Republiky obou národů (těž Polsko-litevské unie).
Podle soupisu z roku 1684 existoval v rámci Paryčského vojtovstství Babrujského starostva.
Po 22. červenci 1793, v důsledku Druhého rozdělení Polska a začlenění Minskského vojvodství do Ruského impéria, byla vytvořena Paryčská farnost Babrujského újezdu Minské gubernie.
Mezi roky 1918 a 1991 byl rajón součástí několika celků. Dne 25. března 1918 patřil Paryčské farnosti Běloruském lidové republiky. Od 1. ledna 1919 byl součástí Běloruské sovětské socialistické republiky a od 27. února 1919 Litvsko-běloruské sovětské socialistické republiky. Dne 31. července 1920 se stal opět součástí Běloruské SSR jako unitárního státu, kterou vystřídal vstup do Sovětského svazu 30. prosince 1922 a odtržení 26. prosince 1991. Od 19. září 1991 je součástí samostatné Běloruské republiky.
V roce 1921 byla Minská gubernie zrušena a její újezdy spolu s Babrujským újezdem začaly přímo vstupovat do běloruské SSR. Dne 20. srpna 1924 byla farnost a její újezdy zrušeny.
Dne 17. července 1924 byl vytvořen Paryčský rajón, který se stal součástí Babrujského okruhu (který existoval před 26. červencem 1930) a poté 20. února 1938 Poleské oblasti, od 20. dubna 1944 Babrujské oblasti a 8. ledna 1954 Homelské oblasti. Dne 9. června 1960 se centrum rajónu přesunulo v Šatilki. Dne 29. července 1961 bylo sídlo přejmenováno na Svetlohorsk a Paričský rajón dostal jméno Svetlahorský rajón.

## Demografie
Rajón má celkem 93 000 obyvatel, a podle jiných odhadů až 95 000 obyvatel. V městském prostředí žije 72 000 obyvatel. V rajónu leží 104 osad kromě tří měst a 101 venkovských sídel.

## Ekonomika
V rajónu působí ropné, chemické, strojírenské, potravinářské závody, ale i podniky pro zpracování dřeva, papíru a celulózy, stavebního materiálu, kombinované výroby tepla a elektřiny a jiné. Zemědělství se specializuje na chov zvířat, pěstování obilí, pícnin a brambory.

## Doprava
Rajónem prochází železniční trať Žlobin—Kalinkavičy, silniční spojení Babrujsk—Kalinkavičy a Akcjabrski—Paryčy—Rečyca. Ve městech se Svetlohorsk a Paryčy se nachází autobusové nádraží. Na řece Berezina je provozována lodní doprava v Paryčy je možné použít trajekt.

## Pamětihodnosti
Hlavní památkou je Zdudzický kamenný kříž (Зду́дзіцкі каменны крыж) a Korolevoslobodský kámen s křížem (Каралёваслабодскі камень з крыжом).

### Galerie

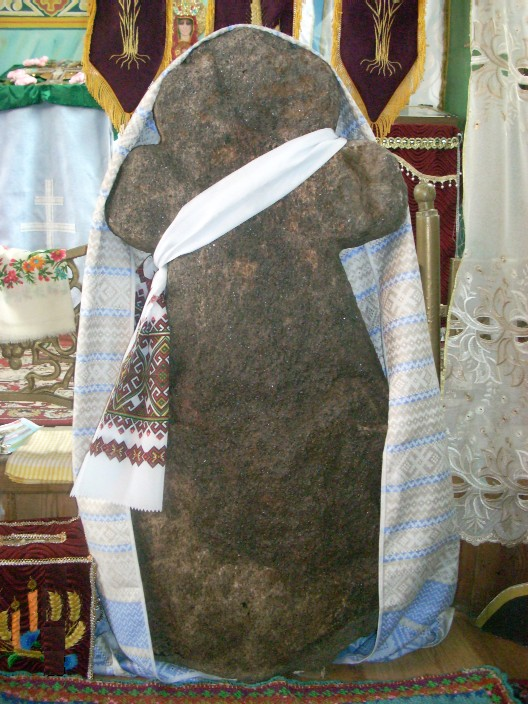
Zdudzický kamenný kříž
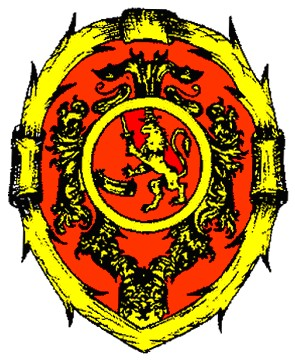
Znak města Karizim z roku 1643
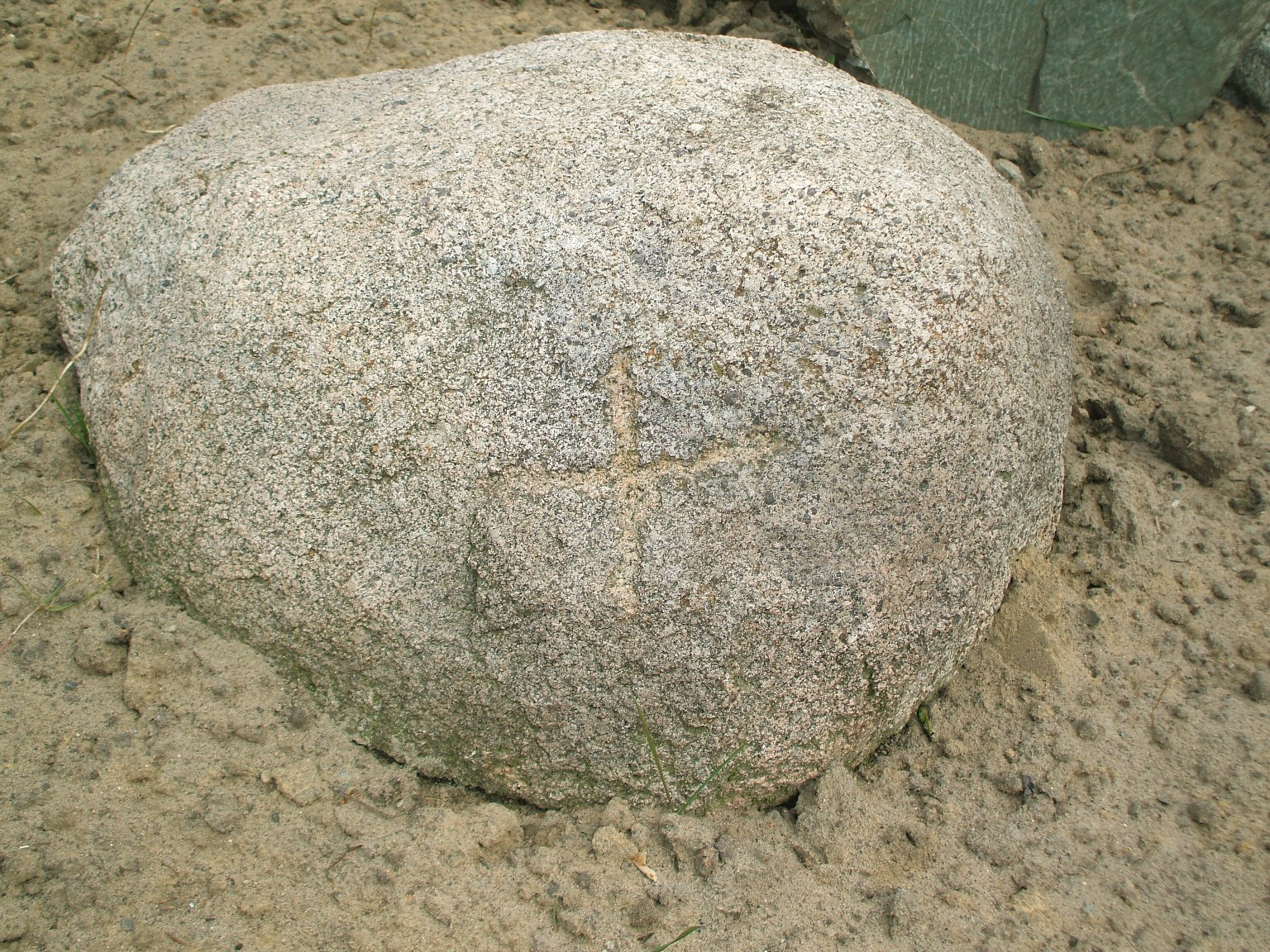
Korolevoslobodský kámen s křížem
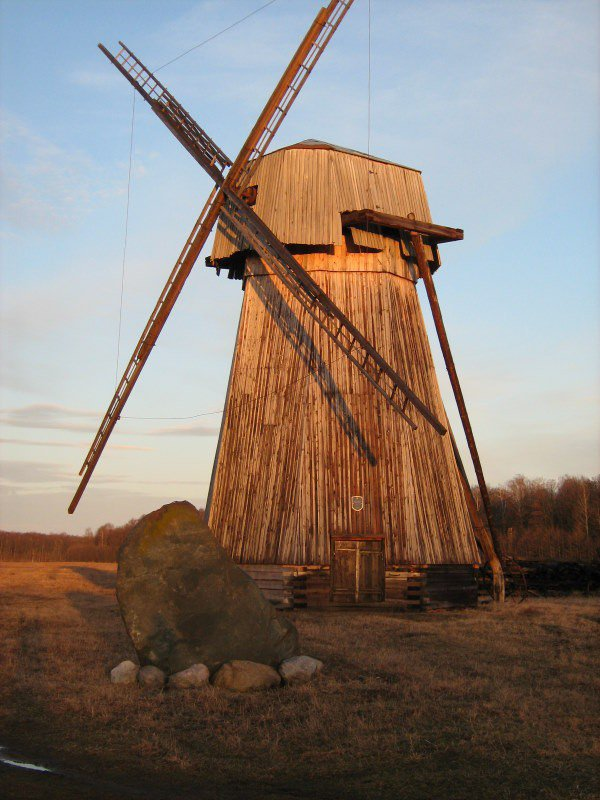
Větrný mlýn ze 19. století